# Agylla barbula
Agylla barbula är en fjärilsart som beskrevs av Paul Dognin 1911. Agylla barbula ingår i släktet Agylla och familjen björnspinnare. Inga underarter finns listade i Catalogue of Life.